# 柳沢光昭

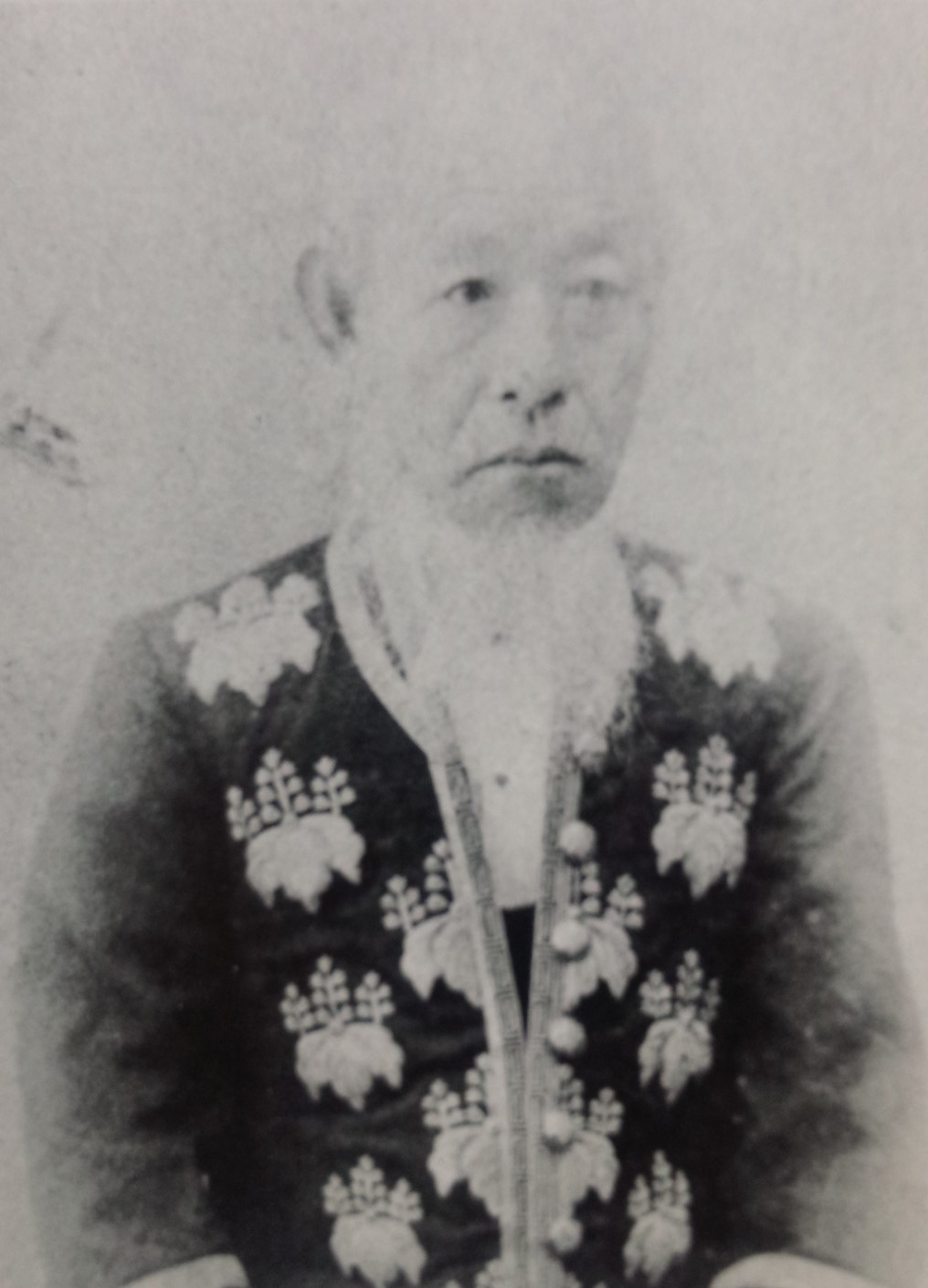
柳沢光昭

柳沢 光昭（やなぎさわ みつてる、文政6年6月14日（1823年7月21日） - 明治33年（1900年）4月4日）は、越後黒川藩の第7代藩主。大和郡山藩主・柳沢保泰の十男。正室は小笠原貞哲の娘、継室は戸田氏宥の娘。子は柳沢保恵（長男）、京極高敏（次男）、娘（柳沢光邦正室）。官位は従五位下、伊勢守、伊賀守、民部少輔。
天保7年（1836年）、先代藩主・光被が死去した後、その養子となって家督を相続する。安政年間には黒川陣屋内に藩校「弘道館」を設け、藩士の子弟教育に力を入れた。文久3年（1863年）奏者番、翌元治元年（1864年）には学問所奉行となった。戊辰戦争では奥羽越列藩同盟に参加するも、終始消極的な立場にとどまっていた。慶応4年（1868年）閏4月20日、家督を娘婿の光邦に譲り隠居した（当時、まだ男子が生まれていなかったため）。明治33年（1900年）に死去した。

## 系譜
父母
- 柳沢保泰（実父）
- 柳沢光被（養父）

正室、継室
- 小笠原邦子 - 小笠原貞哲の娘（正室）
- 戸田氏宥の娘（継室）

子女
- 柳沢保恵（長男）
- 京極高敏（次男）
- 柳沢光邦正室

養子
- 柳沢光邦 - 武田信之の六男

## 栄典
- 1900年（明治33年）4月4日 - 従三位[1]